# Shingo Nejime
Shingo Nejime (født 22. december 1984) er en tidligere japansk fodboldspiller.
Han har spillet for flere forskellige klubber i sin karriere, herunder Tokyo Verdy, Yokohama FC og Roasso Kumamoto.